# 関根治
関根 治（せきね おさむ、1947年9月5日 - ）は、日本の実業家。山崎製パン株式会社専務取締役、元日糧製パン株式会社代表取締役会長。

## 人物・経歴
1970年3月千葉商科大学商経学部卒業。1970年4月山崎製パン株式会社入社。1996年6月横浜第二工場長、2000年3月取締役、2008年1月常務取締役、2009年12月取締役、同年12月日糧製パン株式会社、特別顧問、2012年6月日糧製パン株式会社代表取締役会長、2012年3月山崎製パン株式会社取締役退任、2014年2月山崎製パン株式会社常務執行役員、2014年3月常務取締役、2018年専務取締役就任。